# 塞米諾爾人
塞米諾爾人（英語：Seminole）是來自佛羅里達州的美洲原住民。現今，他們主要居住在奧克拉荷馬州，其中包括三個聯邦認證的部落：奧克拉荷馬州的塞米諾爾部落，佛羅里達州的塞米諾爾部落，以及佛羅里達州的米科蘇基印第安人部落。

## 詞源
塞米諾爾（Seminol）這個詞起源於1763年，是源自美國克里克语的「simanó-li」，據說來自西班牙語「cimarrón」，具有失控的、狂野的、野外的、未被馴化的、逃亡者等意思。

## 民族分布、人口及語言
塞米諾爾人原本居住在佛羅里達州，後來被強制遷移到俄克拉荷馬州，兩地皆有分布，人口數量不詳。他們大多使用兩種語言——密卡蘇奇語（Miccosukee）以及克里克語（Creek），這兩種語言皆屬於穆斯科吉（Muskogean）語系，但這兩種語言是無法相通的。現今在佛羅里達州，密卡蘇奇語受到限制；而克里克語正由俄克拉荷馬州塞米諾爾政府復興中，是為當地政治及社會交流上最主要的語言。
克里克語是一些俄克拉荷馬州塞米諾爾人及大約兩百位年紀較長的佛羅里達州塞米諾爾人的母語。而今，英語在俄克拉荷馬和佛羅里達的塞米諾爾人中都屬於最佔優勢的語言，在年輕一代中尤為優勢。大多數密卡蘇奇語的使用者都會說雙語。
佛羅里達州一些地名、水域的名稱等等，是來自塞米諾爾人的語言，像是邁阿密的地名，在密卡蘇奇語中是「那個地方」的意思，但並沒有另外翻譯成英文，就直接用音譯來當作地名。

## 地理環境
塞米諾爾人多年來居住在孤立的沼澤地。

### 民族植物學
塞米諾爾人用黃薊製作吹槍飛鏢。

## 歷史沿革

### 歷史
塞米諾爾人是來自北方戰爭的美洲原住民難民，於18世紀初移居佛羅里達州，在佛羅里達戰爭期間（1812-1813）計算大約有4,000人。，18世紀下半葉更多人加入，包括逃避上克里克人統治和英國殖民者的下克里克人、一些與殖民者及其美國原住民盟友發生衝突的喬克托人、奇克索人以及逃離英國殖民的非洲裔美國人（賽米諾爾黑人）。
這些新住民搬進了佛羅里達土著過曾經居住的土地，如阿巴拉契人，卡錄薩族等，現已杳無人跡。他們在佛羅里達州北部和半島逐漸成形，各個新住民相互交流，他們構建了一種新的文化，被稱為「塞米諾爾」，是Mvskoke（一種語言）中「simanó-li”的衍生，據說來自西班牙語”cimarrón”的改編，意思是「失控的（人）」或「狂野的（人）」。
1784年，美國獨立戰爭後，英國與西班牙達成和解協議，並將東西佛羅里達州轉交給西班牙。但隨即西班牙帝國衰落加上阿拉楚阿（Alachua）酋長的領導，使塞米諾爾人在佛羅里達州生活平順。
在塞米諾爾戰爭期間（1816-1858），部落首先被墨爾特利克里克條約（1823年）限制在佛羅里達半島中心的一個大型保留地，接著因為佩恩碼頭條約而被驅逐出境內，第二次塞米諾爾戰爭後被分劃給印度，美國迫使大多數塞米諾爾人離開佛羅里達州遷往印度領土（現奧克拉荷馬州）。
美國獨立後，政府開始乾涉部落政府，以支持自己的首席候選人。18世紀末，美國從西班牙收購佛羅里達，白人的進住增加了對塞米諾爾人的政治壓力，希望他們遷移並放棄他們的土地。「塞米諾爾人是大眾偏愛白人體制下的受害者」。
19世紀初期，大多數奧克拉荷馬州塞米諾爾人與邦聯結盟，之後他們與美國簽署新的條約，包括塞米諾爾黑人的自由和俄克拉荷馬州塞米諾爾部落的資格。
在第三次塞米諾爾戰爭（1855-1858）之後，只有不到200名塞米諾爾人留在佛羅里達州，但他們促成了傳統習俗的復興和文化的獨立性。19世紀後期，佛羅里達州塞米諾爾人與美國政府重新建立了關係，並在1930年得到了5000英畝（20平方公里）的保留地。他們重組政府，並獲得了聯邦政府的認可，成為佛羅里達州的塞米諾爾部落，而Tamiami Trail附近保留較多傳統文化的原住民則被聯邦政府認證為米科蘇基（Miccosukee （页面存档备份，存于））部落。
佛羅里達州塞米諾爾人在1970年代後期創建了一個高風險的賓果賭博遊戲，得到了法院的邀請以發揚印第安賭博，許多部落已經採用這種制度來得到福利，教育和發展創造收入。

## 社會、家庭與婚姻
塞米諾爾人是由itálwa所組織而成，iitálwa也是組成他們社會、政治慣例的基礎（大致上等同於我們所認知的「城鎮」、「聚落」等詞彙）。塞米諾爾人的社會結構為母系社會，但男性擁有領導政治和社會的權力。每個itálwa都有分別管轄公民、軍隊、宗教的領導者，這些itálwa在十九世紀是自主管理的，但這些聚落間同時也會為了防禦合作。直到二十一世紀，itálwa一直是塞米諾爾社會的基礎。

## 產業與生活
他們依靠打獵，採集食物維生，也種植玉米、南瓜、馬鈴薯等作物。隨著白人殖民者進入佛羅里達，他們也開始交易行為。塞米諾爾人提供殖民者獸皮，並從殖民者手中得到衣服、槍、工具、食物和日常用品。這樣的生活方式一直延續到二十世紀。
殖民者不斷湧入以及沼澤污水加速地結束交易時代。因此，有些塞米諾爾人進入到新的觀光地帶：邁阿密。塞米諾爾展示村在1920到1960年代的南佛羅里達是規模頗大的觀光景點，在這些展示村，男人會表演與鱷魚摔角來娛樂大眾，族人也會製作並販賣手工藝品，例如玩偶、籃子、雕刻等。這些季節性的工作是對族人來說十分重要的收入來源，並使這些產業得以永續發展，塞米諾爾文化一直到今日還是佛羅里達觀光產業很重要的一環。

## 傳統信仰及宗教
塞米諾爾人傳統上和其他美洲原住民部落一樣相信靈性（Spirituality），相信世上的空氣、水、自然、動物......等等萬物和人類一樣有靈魂。只要和動物的靈魂結盟，就能夠幫助他們度過難關。這也形成了一種「氏族」契約，像是熊族、風族......等等，而豹族（Panther）是人口最多的。每個氏族都有其優勢及弱點。
塞米諾爾人認為每個人都有「夢」（dream）。當有人開始有了夢後，他們會告訴族中的長老，或詢問長老的意見。
除此之外，塞米諾爾人也相信他們每個人都會有自己的靈魂幫助者（Spirit Helper）。每個人的幫助者都是獨特並屬於自己的。當他們需要力量支持，以供他們繼續走下去的時候，靈魂幫助者會用各種方式幫助他們。他們也祈禱無論什麼樣情況下，都能受到祂們的幫助，進而突破難關。
當有人過世，他們會將死者大體及一些房屋的日常用品放進棺材裡一同埋葬。這是個尊重且愛護的象徵，更象徵著能夠拋開傷痛，繼續走下去。
現在的塞米諾爾人，大多是基督教浸信會或衛理公會教派的基督徒。

## 藝術

### 繪畫
諾亞比利（Noah Billie）是為最受歡迎的塞米諾爾畫家之一，以其獨特的風格以及對塞米諾爾文化的熱愛聞名。目前，他大部分的作品都存放於部落中的Ah-Tah-Thi-Ki博物館。

### 音樂
塞米諾爾音樂

## 現況

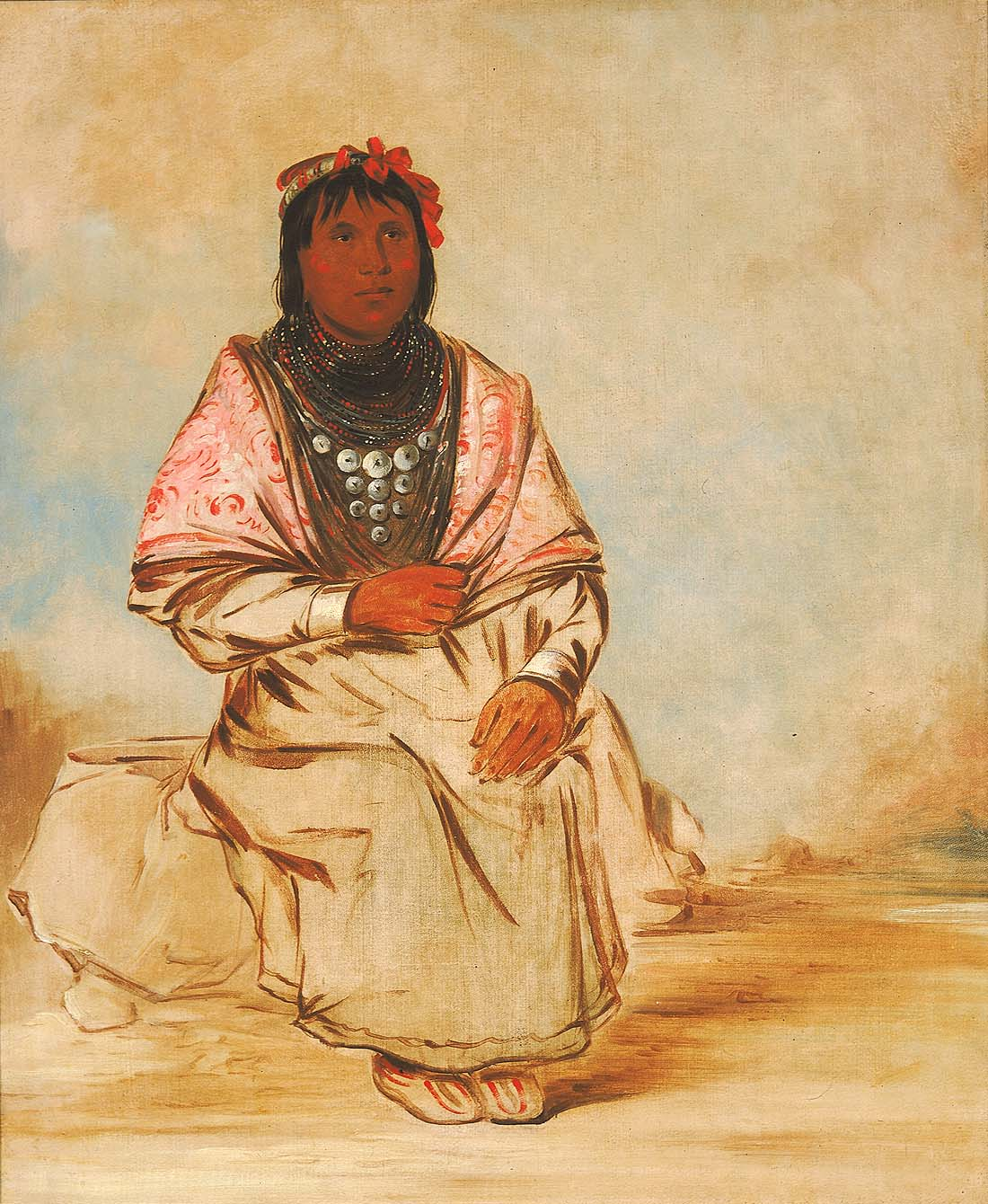
由George Catlin畫的塞米諾爾女人 1834

在塞米諾爾戰爭爆發的這段時間，由於衝突以及意識形態上的差異，塞米諾爾人逐漸開始分離。雖然戰爭的發生導致塞米諾爾人口銳減，但他們的人口卻正顯著成長。塞米諾爾人相互分離至俄克拉荷馬州及佛羅里達州，卻也保留了一些像是祈禱儀式之類的傳統。
大致上來說，他們的文化相互分離了一個世紀，極少有接觸。俄克拉荷馬州塞米諾爾國家、佛羅里達塞米諾爾部落以及佛羅里達印地安密卡蘇奇部落，都是獲得聯邦政府認可且在自己領域中獨立運作的國家。
1977年，第一家提供免稅菸草產品的煙店（Smoke Shop）開業，使得塞米諾爾人獲得了可觀且穩定的收入。而後他們又開了第一家高賭注賓果遊戲廳（High-Stake Bingo Hall），成為了印地安人賭博經濟的先河。這是因為美洲原住民部落的特殊性，國中國的制度使得他們和美國其他州受到的管轄是不同的。
後來，他們也開設了印地安學校（Ahfachkee）、博物館（Ah-Tah-Thi-Ki）、野生動物園（the Billie Swamp Safari）......等等，並且擴建有利可圖的煙店以及賭博企業，開始走向自立更生的目標。
現在，大多數的塞米諾爾人都有了現代化的住房以及醫療保健。他們的政府每年在教育上花費超過100萬美元，包括會給有前途的大學生補助金，還有幫助印地安學校的運作等等。
然而，他們就和每個美洲原住民部落面臨一樣的問題，就是如何在適應現代經濟的同時，也要保持他們獨特的文化。